# Krystyn Sosada
Krystyn Andrzej Sosada – polski chirurg, dr hab. nauk medycznych, profesor Wydziału Nauk Medycznych Państwowej Akademii Nauk Stosowanych, oraz Katedry i Zakładu Medycyny Ratunkowej Wydziału Nauk Medycznych w Katowicach Śląskiego Uniwersytetu Medycznego.

## Życiorys
W 1979 ukończył studia medyczne w Śląskiej Akademii Medycznej w Katowicach, 26 maja 1988 obronił pracę doktorską Zastosowanie lasera CO2 w zapobieganiu zrostom otrzewnowym w badaniach doświadczalnych, 4 marca 1999 habilitował się na podstawie pracy zatytułowanej Wpływ kwasu tiaprofenowego i fosfatydylocholiny sojowej na zapobieganie powstawaniu zrostów otrzewnowych u szczurów, wykazany na podstawie zawartości w zrostach glicyny znakowanej trytem [2-3H]. 24 kwietnia 2008 uzyskał tytuł profesora nauk medycznych. 
Został zatrudniony na stanowisku profesora zwyczajnego w Katedrze Zdrowia Publicznego Górnośląskiej Wyższej Szkole Pedagogicznej im. Kardynała Augusta Hlonda w Mysłowicach, w Instytucie Nauk Medycznych Państwowej Wyższej Szkole Zawodowej w Nysie, a także w Katedrze i Zakładzie Medycyny Ratunkowej na Wydziale Lekarskim w Katowicach Śląskiego Uniwersytetu Medycznego w Katowicach.
Był profesorem nadzwyczajnym w Katedrze i Oddziale Klinicznym Chirurgii Ogólnej, Bariatrycznej i Medycyny Ratunkowej na Wydziale Lekarskim z Oddziałem Lekarsko-Dentystycznym w Zabrzu Śląskiego Uniwersytetu Medycznego w Katowicach, dziekanem na Wydziale Zdrowia Publicznego Śląskiej Akademii Medycznej, dyrektorem w Instytucie Zdrowia Publicznego Państwowej Wyższej Szkole Zawodowej w Nysie.
Jest kierownikiem w Katedrze i Zakładzie Medycyny Ratunkowej Wydziału Nauk Medycznych w Katowicach Śląskiego Uniwersytetu Medycznego i członkiem Komitetu Nauk Klinicznych PAN.
Awansował na stanowisko profesora Wydziału Nauk Medycznych Państwowej Wyższej Szkoły Zawodowej w Nysie, oraz Katedry i Zakładu Medycyny Ratunkowej Wydziału Nauk Medycznych w Katowicach Śląskiego Uniwersytetu Medycznego.

## Odznaczenia i wyróżnienia
- Medal Komisji Edukacji Narodowej[3]
- Nagrody Ministra Zdrowia[3]
- Srebrny Krzyż Zasługi (2004)[4]
- Złoty Krzyż Zasługi (2013)[5]
- Krzyż Kawalerski Orderu Odrodzenia Polski (2020)[6]